# Финал Кубка Англии по футболу 1914
Финал Кубка Англии по футболу 1914 года стал 43-м финалом старейшего футбольного кубкового турнира в мире, Кубка Англии. Матч состоялся 25 апреля 1914 года на стадионе «Кристал Пэлас» в Лондоне и завершился со счетом 1:0 в пользу «Бернли». На матче впервые присутствовал Король Великобритании Георг V.

## Отчёт о матче
| Бернли     | 1:0     | Ливерпуль |
| ---------- | ------- | --------- |
| Фримен 57′ | (отчёт) |           |

| Бернли | Ливерпуль |